# Cao Ly Trung Huệ Vương
Cao Ly Trung Huệ Vương (Hangul: 고려 충혜왕; chữ Hán: 高麗 忠惠王; 22 tháng 2 năm 1315 – 30 tháng 1 năm 1344, trị vì 2 lần: 1330 – 1332 và 1340 – 1343) là vua thứ 28 của Cao Ly trong lịch sử Triều Tiên.

## Tiểu sử
Ông có tên theo tiếng Mông Cổ là Phổ Tháp Thất Lý (普塔失里, Botapsilli) và có húy là Vương Trinh (왕정, 王禎). Trung Huệ Vương là con trai trưởng của Cao Ly Trung Túc Vương và là anh của Cung Mẫn Vương.
Năm 1313, Trung Tuyên Vương buộc phải thoái vị và nhường ngôi cho Trung Túc Vương. Trung Túc Vương lúc đó chưa có con trai nên một tông thất trong triều là Vương Cảo (왕고, 王暠), con của Giang Dương công Vương Tư và là cháu nội của Cao Ly Trung Liệt Vương, được phong làm Thế tử và đưa sang Trung Quốc làm con tin. Tuy nhiên, năm 1315, Trung Túc Vương sinh ra Trung Huệ Vương, khiến cho thế tử Vương Cảo bị phế truất. Vương Cảo rất tức giận và đã định liên minh với vua Nguyên Anh Tông để lật đổ Trung Túc Vương. Tuy nhiên, Nguyên Anh Tông đã bị ám sát vào năm 1323 và kế hoạch cũng bị hủy bỏ.
Trung Huệ Vương đã đến nước Nguyên sinh sống như một con tin vào năm 1328. Năm 1330, phụ vương của ông thoái vị, và vua Nguyên Văn Tông đã gửi ông trở về Cao Ly để lên ngôi. Năm 1332, Túc Vương trở lại ngai vàng do Trung Huệ Vương bị nhà Nguyên phế truất.
Năm 1339, Trung Túc Vương qua đời, nhờ đó mà Trung Huệ Vương được phục vị. Vương Cảo vẫn nung nấu ý định cướp ngôi nên đã tiến hành đảo chính nhưng bị quân của Huệ Vương đàn áp. Thừa tướng nhà Nguyên là Bá Nhan vì ghét Trung Huệ Vương nên đã tìm cớ tống giam ông vào năm 1340. Tuy nhiên ngay sau đó Bá Nhan bị người cháu Thoát Thoát lật đổ, Trung Huệ Vương lại được trả tự do.
Ông được ghi lại trong Cao Ly sử (Goryeosa) là có lối sống hoang dâm, đặc biệt là thói bắt cóc, hãm hiếp và giết chết phụ nữ. Sau cái chết của Trung Túc vương, Trung Huệ vương đã liên tục cưỡng hiếp một trong những thê thiếp của cha mình, tức Khánh Hoa Cung chủ (người Mông Cổ). Sau đó ông đã giam bà vào Vĩnh Lạc cung (永樂宮/영락궁), cho lính canh nghiêm ngặt. Sứ giả nhà Nguyên trong một lần sang Cao Ly thăm bà đã tình cờ biết chuyện, đã giải thoát cho bà và bắt Trung Huệ Vương giải về Đại Đô. Vua Nguyên Huệ Tông quyết định phế truất Trung Huệ Vương và cho lưu đày. Ông bị đày đến Quảng Đông và mất trên đường đi (1344), có thuyết cho là ông bị giết hoặc bị đầu độc. Con trai ông là Trung Mục Vương kế vị. Vương Cảo một lần nữa quay lại Cao Ly nhằm trả thù nhưng cũng mất vào năm sau (1345)
Thi hài của Trung Huệ Vương được đưa về lại Cao Ly, an táng tại Vĩnh lăng (永陵), truy thụy hiệu là Trung Huệ Hiến Hiếu Đại Vương (忠惠獻孝大王).

## Gia đình
- Cha: Cao Ly Trung Túc Vương.
- Mẹ: Cung Nguyên Vương hậu Hồng thị (공원왕후 홍씨; 1298 – 1380). Bà là con gái của Phủ viện quân Hồng Khuê và phu nhân Kim thị, là em ruột của Trung Tuyên Vương Thuận Hòa Viện phi. Nguyên phong Đức phi rồi tấn phong Vương hậu, truy thụy Minh Đức Thái hậu (明德太后).
- Vương đệ: Cung Mẫn Vương (고려 공민왕; 23 tháng 5 năm 1330 – 27 tháng 10 năm 1374)
- Hậu phi - con cái:
  - Diệc Liên Chân Ban (亦怜真班; ? – 1375), cháu 5 đời của Hốt Tất Liệt. Nguyên Văn Tông sắc phong Đức Ninh Công chúa (德宁公主), sau cải thành Trinh Thuận Thục Nghi Công chúa (贞顺淑仪公主), được táng tại Khoảnh lăng (頃陵). Bà nhiếp chính cho con trai là Trung Mục Vương khi ông mới 8 tuổi.
    1. Cao Ly Trung Mục Vương (고려 충목왕; 1337 – 1348).
    2. Trường Ninh Công chúa (장녕공주), lấy Lỗ Vương (魯王) nhà Nguyên.

  - Doãn Hi phi (윤희비/尹禧妃; ? – 1380), con gái của Doãn Kế Quân (尹繼宗) và phu nhân họ Mẫn.
    1. Cao Ly Trung Định Vương (고려 충정왕; 1338 – 1352).

  - Ngân Xuyên Ông chúa họ Lâm (銀川翁主 林氏), con gái của Lâm Tín (林信).
    1. Vương Thích Khí (왕석기/王釋器; 1341 ? – 1375), xuất gia.

  - Hồng Hòa phi (/洪和妃), con gái của Hồng Đạc (홍탁/洪鐸).

## Trong văn hóa đại chúng
Nhân vật Cao Ly Trung Huệ vương được đóng bởi Joo Jin-moo trong bộ phim truyền hình Hàn Quốc Hoàng hậu Ki năm 2013.